# ريان أنطوني
ريان أنطوني (بالإنجليزية: Ryan Anthony)‏ هو بواق أمريكي، ولد في 1970 في سان دييغو في الولايات المتحدة.

## وصلات خارجية
- ريان أنطوني على موقع ميوزك برينز (الإنجليزية)
- ريان أنطوني على موقع أول ميوزيك (الإنجليزية)